# Phan Thị Hà Thanh
Phan Thị Hà Thanh, sinh ngày 16 tháng 10 năm 1991 tại Hải Phòng, là một trong những nữ vận động viên thể dục dụng cụ Việt Nam.. Cô cũng là vận động viên thể dục dụng cụ Việt Nam đầu tiên giành được huy chương tại Giải vô địch thể dục dụng cụ thế giới khi cô giành huy chương đồng trong lần tổ chức tại Nhật Bản năm 2011, và vận động viên thể dục dụng cụ Việt Nam đầu tiên giành được Huy chương vàng tại Giải vô địch thể dục dụng cụ Châu Á 2012.

## Tiểu sử
Phan Thị Hà Thanh sinh ra trong một gia đình không có ai theo nghiệp thể thao, mẹ là bác sĩ, bố là cán bộ khí tượng thủy văn khu vực đông bắc.
Năm 1997 Phan Thị Hà Thanh được Huấn luyện viên Vũ Hùng Thắng phát hiện tài năng khi cô đang học lớp 1 tại Trường tiểu học Nguyễn Tri Phương (quận Hồng Bàng, thành phố Hải Phòng). Sau đó Hà Thanh được tiếp tục huấn luyện nâng cao bởi Huấn luyện viên Nguyễn Thị Thanh Thúy, Trưởng bộ môn Thể dục dụng cụ của Sở Thể dục thể thao Hải Phòng.
Năm 2002 Hà Thanh đoạt 2 Huy chương vàng tại Đại hội Thể dục thể thao toàn quốc lần thứ 4 và được gọi tập trung đội tuyển quốc gia.
Năm 2005 tại SEA Games lần thứ 23 ở Philippines, Hà Thanh đạt Huy chương đồng đầu tiên trong sự nghiệp quốc tế.
Năm 2007 tại SEA Games lần thứ 24 ở Thái Lan, Phan Thị Hà Thanh đạt Huy chương vàng đầu tiên trên đấu trường Đông Nam Á.
Năm 2009, Tại Giải vô địch châu Á, Hà Thanh giành tấm Huy chương đồng đầu tiên ở đấu trường châu lục cho thể dục dụng cụ Việt Nam.
Năm 2010, Hà Thanh xuất sắc đoạt 3 Huy chương vàng tại Đại hội thể dục thể thao toàn quốc lần thứ 6. Cũng trong năm này, Phan Thị Hà Thanh đã tạo nên kỳ tích cho thể dục dụng cụ Việt Nam với 2 Huy chương bạc tại giải World Cup thể dục dụng cụ tổ chức ở Porto, Bồ Đào Nha. Đây là lần đầu một VĐV thể dục dụng cụ của Việt Nam giành được huy chương ở sân chơi thế giới.
Ngày 16 tháng 10 năm 2011, đúng ngày sinh nhật lần thứ 20 của cô, tại giải vô địch thể dục dụng cụ thế giới tổ chức tại Nhật Bản, Hà Thanh đã dạt được Huy chương đồng trong nội dung sở trường của cô là môn nhảy ngựa, Với thành tích này, lần đầu tiên trong lịch sử thể thao Việt Nam có tấm huy chương thể dục dụng cụ thế giới. Hà Thanh đã trở thành vận động viên thể dục dụng cụ Việt Nam đầu tiên giành vé chính thức tới Thế vận hội, sau trường hợp của Đỗ Thị Ngân Thương giành suất đặc cách (vé mời) đến dự Olympic Bắc Kinh 2008..
Cũng trong năm 2011 tại SEA Games lần thứ 26 ở Indonesia, Hà Thanh đã giành được 3 Huy chương vàng trong tổng số 11 Huy chương vàng của đội tuyển thể dục dụng cụ Việt Nam giành được tại giải.
Ngày 10 và 11 tháng 12 năm 2011 tại Giải thể dục dụng cụ quốc tế Toyota Cup ở Tokyo, Nhật Bản Hà Thanh giành Huy chương vàng ở nội dung nhảy ngựa sở trường với 14.300 điểm..
Trong cuộc Bầu chọn vận động viên tiêu biểu của thể thao Việt Nam năm 2011, Hà Thanh đã đứng đầu trong danh sách 10 VĐV tiêu biểu với 1.425 điểm, xếp trên Hoàng Quý Phước (bơi lội) và Lê Quang Liêm (cờ vua).
Ngày 13 tháng 11 năm 2012, tại tỉnh Phúc Kiến (Trung Quốc), Phan Thị Hà Thanh đã mang về tấm huy chương vàng lần đầu tiên trong lịch sử thể dục dụng cụ Việt Nam tại Giải vô địch thể dục dụng cụ châu Á 2012 ở đơn môn nhảy chống.
Ngày 24 tháng 11 năm 2012 Hà Thanh đoạt huy chương vàng nội dung nhảy chống tại giải thể dục dụng cụ cúp thế giới 2012 tại Cộng hòa Séc.

## Tính cách
Phan Thị Hà Thanh là người được báo giới nhận xét là "khá kín tiếng". Suốt 15 năm ở đội tuyển, cô luôn âm thầm tập luyện, chưa bao giờ hé ra một lời than đau, than khổ, càng chưa bao giờ đòi hỏi chuyện lương, thưởng của mình. Có lẽ cũng vì thế, mà Hà Thanh luôn phải chịu thiệt.. Hà Thanh luôn đặt sự cống hiến lên trên hết nên cô dễ dàng vượt qua được mọi khó khăn hay sự thiệt thòi của bản thân.

## Đánh giá
- Theo nhận định của ông Nguyễn Hồng Minh cũng như nhiều chuyên gia thể dục dụng cụ khác, Hà Thanh thiếu những tố chất cơ thể bẩm sinh của một nữ vận động viên thể dục dụng cụ điển hình (cơ thể phải thon, gọn, nhỏ). Nhưng ở Thanh có niềm say mê, khát vọng cùng với ý chí nghị lực phi thường đã góp phần giúp cô lập nên những kỳ tích cho thể dục dụng Việt Nam nói riêng và thể thao Việt Nam nói chung.[14]
- Trang tin Universal Sport coi việc Hà Thanh giành được Huy chương Đồng thể dục dụng cụ thế giới lần đầu tiên cho Việt Nam đã gây ấn tượng mạnh đối với những trang báo thể thao uy tín trên thế giới: họ "Sửng sốt" về chiến công của Hà Thanh. Trang tin này cũng đánh giá rất cao việc Hà Thanh đơn thương độc mã tranh tài mà không có sự hỗ trợ từ đội tuyển nhà tại Tokyo. "Đây là một bước tiến lớn cho thể dục dụng cụ Việt Nam, đồng thời là sự cảnh tỉnh cho các cường quốc trong môn thể thao này về sự lớn mạnh không ngừng của những nước bị xem là kém phát triển về thể dục dụng cụ".[19]
- ESPN ngạc nhiên trước sự vụt sáng của Hà Thanh và gọi cô là "Lính mới ở nội dung nhảy ngựa". Tờ báo này không giấu vẻ ngạc nhiên trước sự vụt sáng của Hà Thanh: "Cho đến khi kết thúc phần đấu loại đầu tiên, chẳng ai biết đến cô ấy. Ngay cả khi vào phần thi chung kết và đoạt HCĐ, cô ấy vẫn hoàn toàn vô danh, nhưng có một điều, tất cả chúng ta đều chắc chắn: Cô ấy là một tài năng lớn ở nội dung nhảy ngựa".
- Bà Nguyễn Kim Lan, Trưởng bộ môn thể dục (Tổng cục Thể dục thể thao) đánh giá: "Đây là một cột mốc mới của Thể dục dụng cụ Việt Nam. Hà Thanh là Vận động viên đầu tiên giành được Huy chương Vàng cho Thể dục dụng cụ Việt Nam ở Giải Vô địch châu Á".[20]
- Tổng cục trưởng tổng cục thể dục thể thao Vương Bích Thắng: "Chúng ta phải có trách nhiệm quan tâm chăm sóc các tài năng thể thao như Hà Thanh để các cháu yên lòng phấn đấu vì vinh quang của thể thao Việt Nam, Olympic London 2012 ở phía trước, nếu như Hà Thanh lặp lại thành tích này, đất nước và nhân dân sẽ vui hơn, thể thao Việt Nam cũng vui hơn, vinh dự hơn".[14]

## Thành tích nổi bật
- 4 Huy chương vàng môn thể dục dụng cụ qua các kỳ SEA Games 2007, 2011.[12]
- Huy chương đồng giải vô địch thể dục dụng cụ châu Á năm 2009.[12]
- 2 Huy chương bạc giải World Cup thể dục dụng cụ thế giới tại Porto năm 2010.[12]
- Huy chương đồng nội dung nhảy ngựa tại giải vô địch thể dục dụng cụ thế giới 2011 ở Nhật Bản.[14]
- Huy chương vàng nội dung nhảy ngựa tại giải thể dục dụng cụ quốc tế Toyota Cup 2011 ở Tokyo.[21]
- Về nhất trong cuộc bầu chọn Vận động viên tiêu biểu của Thể thao Việt Nam năm 2011 với 1.425 điểm.[22].
- Huy chương vàng tại Giải vô địch thể dục dụng cụ châu Á 2012 ở đơn môn nhảy chống.
- Huy chương vàng nội dung nhảy chống tại giải thể dục dụng cụ cúp thế giới 2012 tổ chức tại Cộng hòa Séc.[23]

## Cuộc sống
Dù Hà Thanh liên tiếp tạo ra những cột mốc mới cho thể dục dụng cụ Việt Nam, nhưng chuyện học hành của nhà vô địch vẫn đang dang dở vì bận tập luyện, thi đấu quanh năm.
Năm 2013, cô được tiếp nhận vào biên chế của Trung tâm Đào tạo vận động viên Hải Phòng thuộc Sở Văn hóa Thể thao Du lịch Hải Phòng và được Ủy ban nhân dân thành phố tặng 90m2 đất ở quận Kiến An để ổn định chỗ ở. 